# Aefligen
Aefligen é uma comuna da Suíça, situada no distrito administrativo de Emmental, no cantão de Berna. Tem 2,04 km² de área e sua população em 2018 foi estimada em 1.089 habitantes.